# Märkjärvi (sjö i Päijänne-Tavastland)
Märkjärvi är en sjö i Finland. Den ligger i kommunen Heinola i landskapet Päijänne-Tavastland, i den södra delen av landet, 140 km nordost om huvudstaden Helsingfors. Märkjärvi ligger 96,2 meter över havet. I omgivningarna runt Märkjärvi växer i huvudsak blandskog. Arean är 93 hektar och strandlinjen är 6,97 kilometer lång. Sjön  ingår i Kymmene älvs huvudavrinningsområde. 